# Gennadas barbari
Gennadas barbari är en kräftdjursart som beskrevs av Vereshchaka 1990. Gennadas barbari ingår i släktet Gennadas och familjen Benthesicymidae. Inga underarter finns listade i Catalogue of Life.